# HMS Leviathan (1790)
El HMS Leviathan fue un navío de línea de tercera clase de 74 cañones de la Royal Navy, botado el 9 de octubre de 1790. Participó en la batalla de Trafalgar bajo el mando de Henry William Bayntun, donde perdió de 4 a 22 hombres.
En 1816, después del fin de las guerras napoleónicas, se convirtió en un barco-prisión y en 1848 fue vendido y desguazado.